# エミール・ラスク
エミール・ラスク（Emil Lask, 1875年9月25日 - 1915年5月26日）は、ドイツの哲学者。フライブルク大学でハインリヒ・リッケルトに学んだ。新カント派の中でも西南ドイツ学派（バーデン学派）に属する。

## 略歴
製紙会社を営むユダヤ人夫婦の長男としてガリツィア・ロドメリア王国に生まれる。1905年にハイデルベルク大学で講師に就任し、第一次世界大戦が始まる直前に教授に昇進した。1914年の開戦後、ラスクは間もなく従軍した。ハイデルベルク大学の教授であったため、兵役義務はなかったのだが、ラスクは己の良心と理想を省みて、国のために勤めを果たすべきだと感じたのである。ラスクは東部戦線のガリツィアに派兵された。虚弱体質で重度の近視を患っていたので、銃を撃つことはできなかったが、それでも前線にとどまるべきだと考えたのだった。結局、ラスクは生まれ故郷の近く、ガリツィアでの戦闘中に命を落とした。その背景には、ラスクを戦地からハイデルベルク大学哲学科に呼び戻すという要求をヴィルヘルム・ヴィンデルバントが拒んだという経緯がある。ラスクがユダヤ人だったことがその理由だという推測もある。
ラスクは重要かつ独創的な思想家だったが、早すぎる死と新カント派の衰退によって、その価値ある著作はあまり読まれてはいない。生前に刊行された著作、そして未刊行の原稿は弟子のオイゲン・ヘリゲルによって3巻にまとめられ、ラスクの師リッケルトが寄稿した論考とともに1923年と1924年に出版された。エミール・ラスクの妥協を許さぬ態度は哲学者の興味を引くものであり、また若き日のマルティン・ハイデッガーとルカーチ・ジェルジに影響を与えたことが哲学史家によって注目されている。ラスクの思想は日本で影響力をもったが、それは弟子のオイゲン・ヘリゲルが日本に滞在し教鞭をとったからである。

## 著作
- Fichtes Idealismus und die Geschichte. J. C. B. Mohr (Paul Siebeck), Tübingen und Leipzig 1902. Internet Archive. Anastatischer Neudruck: J. C. B. Mohr (Paul Siebeck), Tübingen 1914. Internet Archive.
- Rechtsphilosophie. Carl Winter’s Universitätsbuchhandlung, Heidelberg 1905. Separatabdruck aus: Die Philosophie am Beginn des 20. Jahrhunderts. Festschrift für Kuno Fischer. 2. Band. Carl Winter's Universitätsbuchhandlung, Heidelberg 1905. Internet Archive.
［邦訳］恒藤恭訳『法律哲學』大村書店、1921年
- Gibt es einen "Primat der praktischen Vernunft" in der Logik?, Bericht über den III. Internationalen Kongress für Philosophie, hg. von Theodor Elsenhans, Heidelberg 1909.
［邦訳］伊藤省訳『論理学に「実践理性の優位」なるものありや』岩波書店、1928年
- Die Logik der Philosophie und die Kategorienlehre. Eine Studie über den Herrschaftsbereich der logischen Form. J. C. B. Mohr (Paul Siebeck), Tübingen 1911.
［邦訳］久保（土井）虎賀壽訳『哲學の論理學並びに範疇論 : 論理的形式の統治領域に關する研究』岩波書店、1930年
- 大橋容一郎（監修・解説）, ラスク研究会(監訳), 庄子綾(訳), 辻麻衣子(訳), 渡辺和典(訳)「エミル・ラスク著『哲学の論理学とカテゴリー論 －論理形式の支配領域に関する研究（一九一一年）』解説と翻訳（緒論）」『哲学科紀要』第39号、上智大学哲学科、2013年3月、39-75頁、ISSN 0286925X、CRID 1050845764090432768。
  - 大橋容一郎(監修・解説), ラスク研究会(監修), 庄子綾(訳), 辻麻衣子(訳), 渡辺和典(訳)「エミル・ラスク著『哲学の論理学とカテゴリー論 : 論理形式の支配領域に関する研究(一九一一年)』解説と翻訳(二)(第一部第一～三節)」『哲学科紀要』第40号、上智大学哲学科、2014年3月、7-50頁、ISSN 0286925X、CRID 1050282814137068672。
  - 大橋容一郎(監修・解説), ラスク研究会, 庄子綾(訳), 辻麻衣子(訳), 渡辺和典(訳), 須賀佳苗(訳)「エミル・ラスク著『哲学の論理学とカテゴリー論: 論理形式の支配領域に関する研究(1911年)』解説と翻訳(四)」『哲学科紀要』第43号、上智大学哲学科、2017年3月、65-94頁、ISSN 0286925X、CRID 1050282814138280064。
  - 大橋容一郎(監修・解説), ラスク研究会, 庄子綾(監訳), 辻麻衣子(監訳), 渡辺和典(監訳)「エミル・ラスク著『哲学の論理学とカテゴリー論: 論理形式の支配領域に関する研究(一九一一年)』解説と翻訳(五) （第二部第一章第二・第三節）」『哲学科紀要』第46号、上智大学哲学科、2020年3月、19-45頁、ISSN 0286925X、CRID 1050283688010921728。

- ［英訳］The Logic of Philosophy and the Doctrine of Categories translated by Christian Braun, Free Association Books, 1999.
［仏訳］La logique de la philosophie et la doctrine des catégories. Etude sur la forme logique et sa souveraineté Paris, Vrin, 2002.
- Die Lehre vom Urteil. J. C. B. Mohr (Paul Siebeck), Tübingen 1912. Internet Archive.
［邦訳］久保（土井）虎賀壽訳『判斷論』岩波書店、1929年
- Gesammelte Schriften. 3 Bände. Herausgegeben von Eugen Herrigel. J. C. B. Mohr (Paul Siebeck), Tübingen 1923 (Band I, II), 1924 (Band III).
［邦訳］波多野堯訳・解説『ラスク価値哲学』丁酉出版社、1931年
- Sämtliche Werke. 2 Bände. Scheglmann, Jena 2002 (Band I), 2003 (Band II).